# OGLE-2006-BLG-109L b
OGLE-2006-BLG-109L b (OGLE-06-109L b) – planeta pozasłoneczna typu gazowy olbrzym orbitująca wokół gwiazdy OGLE-2006-BLG-109L. Układ planetarny OGLE-2006-BLG-109L został odkryty przez polskich naukowców metodą mikrosoczewkowania grawitacyjnego w ramach programu OGLE.

## Właściwości fizyczne
Masa planety wynosi około 0,73 MJ, przeciętna odległość od gwiazdy wynosi około 2,3 j.a., okres orbitalny wynosi około 1790 dni.